# Teatro Garrett
Cine-Teatro Garrett, primitivamente e historicamente denominado Teatro Garrett ou Theatro Garrett, é um teatro localizado na cidade da Póvoa de Varzim, em Portugal. Localiza-se junto ao Largo David Alves no número 13 na que é hoje denominada rua José Malgueira, antiga rua da Senra.
O Garrett foi entre os teatros da Póvoa o que teve maior impacto social e longevidade. No final do século XX, com a popularidade dos cinemas, passou a designar-se Cine-Teatro Garrett, designação escolhida pelo município, se bem que tenha sido sempre conhecido apenas como Garrett.
Pelo Garrett passaram o que havia de melhor no teatro português: João Villaret, Laura Alves, Ruy de Carvalho e o brasileiro Procópio Ferreira. Actuavam também no Teatro Garrett, osquestras ligeiras e sinfónicas, tunas, espectáculos de variedades e grandes comícios políticos e conferências.

## História

### Origens e apogeu

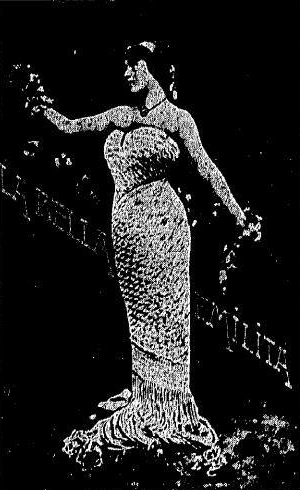
Apresentação de artista da Companhia de Variedades, do Águia d'Ouro, Porto, no Teatro Garrett durante o final de Agosto de 1913. Durante esse mês, o Garrett recebeu espetaculos das Companhias «Grande Guignol» e do Theatro d`Avenida, ambas de Lisboa, além de artistas estrangeiros.

O primitivo Teatro Almeida Garrett surgiu por iniciativa de uma sociedade de cinco cidadãos do Porto, que levou à edificação do teatro num elegante edifício de madeira em 22 de Agosto de 1873 na Praça do Almada.  O Teatro homenageia Almeida Garrett, impulsionador do teatro em Portugal, cuja ligação à Póvoa advém do seu amigo pessoal, o poveiro Francisco Gomes de Amorim. Na sua estadia na Póvoa, Garrett encontrou inspiração para escrever Frei Luís de Sousa.  Em 4 de Setembro de 1876, foi construído, também em madeira, o Teatro Sá da Bandeira. Este teatro funciona no gaveto da Rua do Norte (hoje Rua da Alegria) com o Largo do Rego (hoje Largo David Alves). A popularidade da Póvoa de Varzim como eminente instância balnear, leva à construção de um edifício perene para o teatro, o Theatro Garrett, em 1890, em terreno próximo do velho Teatro Sá da Bandeira, levando à demolição deste. Para o Teatro Garrett transitaram quase todos os grandes actores portugueses e artistas com fama mundial .
Um espaço fundamental para a sociedade poveira da época, com impacto também no Norte de Portugal, que à Póvoa vinham a banhos, muitos foram os que assistiram no Teatro Garrett, pela primeira vez nas suas vidas, a peças de teatro, cinema e concertos. Várias acções beneméritas foram ali organizadas. O antigo e célebre monumento ao Cego do Maio, um herói local condecorado pelo Rei D. Luís I, erigida em 1906, foi construída com o dinheiro necessário obtido localmente por meio de subscrições e de espectáculos organizados pelo Clube Naval Povoense no Teatro Garrett.
Nos primeiros anos do século XX, A Póvoa era roteiro preferencial de grandes artistas nacionais e internacionais, sobretudo espanhóis. Era na Póvoa que as vedetas da época iniciavam a sua tournée por Portugal. Era, no Norte, onde existiam mais casas de espectáculos, em especial café-concerto. Cada casa trazia à Póvoa o que havia de melhor na música, arte dramática e bailado. O Teatro Garrett era o grande teatro da época. A imprensa nacional dava destaque às companhias de opereta, revista e zarzuela que ali se apresentavam. Algumas das companhias como a Sociedade Artística de Lucinda Simões, o Teatro Ginásio de Lisboa e o Teatro Nacional do Porto apresentavam peças de qualidade, e muitas em estreia absoluta.

### O Orfeon Povoense

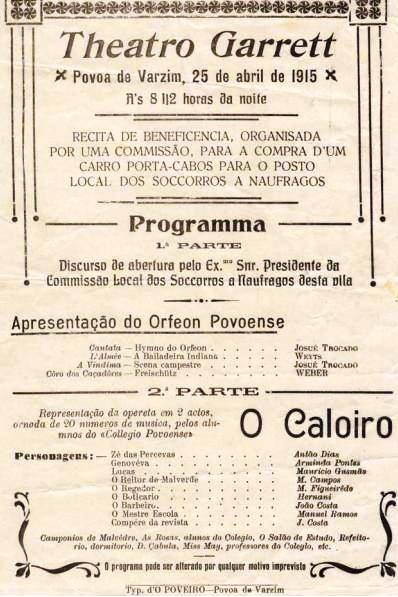
Panfleto do Teatro Garrett apresentando o Orfeon Povoense em 1915.

No dia 25 de Abril de 1915, o Orfeon Povoense (mais tarde Orfeão Poveiro), dirigido por Josué Trocado, fez a sua primeira apresentação em público no Teatro Garrett. O espectáculo abre com a Tuna dos Empregados do Comércio na marcha O Poveiro de Josué Trocado. Na segunda parte prossegue com o Orfeon Povoense, com a "Cantata", hino do Orfeão, a "A Bailadeira Oriental" de H. Weyts, a "A Vindima" de Josué Trocado e a tradução por Josué Trocado do "Coro dos Caçadores", de Der Freischütz de Weber. Na terceira parte, teatro com a comédia "o Caloiro" pelo Colégio Povoense.
Na verdade, o Orfeon Povoense, tinha surgido, literalmente, de um sonho de Viriato Barbosa "Era no Garrett!", contava. "Estavam as bancadas… ocupadas por toda a rapaziada, a fina flor da nossa Póvoa que em orfeão entoava a «overture» do «Navio Fantasma» de Wagner… Ao centro do palco… destacava-se a correcta regência daquele orfeon, um cavalheiro que… se evidenciou na originalidade da sua música… Seguia-se um trecho alegre de Rossini…, depois de Weber…, e logo um desespero de Schumann…; e ainda Chopin… Acordei e depois desse sonho fantasiei-o em realidade! Sim. Tornei esse meu sonho d'um Orfeon Povoense, um facto, e daí desejando provas palpáveis, escrevi-o, procurando insuflá-lo no espírito de quem ler, e incuti-lo em quem se julgue de ânimo forte para o realizar." E, essa pessoa foi Josué Trocado.
Boa parte das récitas do orfeão foram no Teatro Garrett, nas passou pelo Café Chinês, pelo Casino da Póvoa e várias cidades portuguesas. Aquando das récitas em Lisboa, o Orfeon Povoense é referido pela imprensa da época como o "melhor orfeão português". O orfeão acaba por desaparecer nos anos 60, depois de ter entrado em decadência nos anos 40.

### Teatro de Revista
O teatro ligeiro era especialmente popular e o Teatro Garrett teve muitas noites de sucesso graças a esta forma teatral cuja matéria-prima era a crítica ao poder e a face anedótica da política local e nacional. Se nomes nacionais como Laura Alves, Ivone Silva e Eugénio Salvador faziam vibrar o público, era a poveira Clarice Marques, uma mulher do povo sem formação dramática, que causava grande impacto entre o público local e que popularizou este género teatral na Póvoa de Varzim.
Descendente de pescadores poveiros e nascida na Rua dos Ferreiros, Clarice era conhecida pelo seu sotaque poveiro, o vocabulário local e os perfeitos trejeitos de uma verdadeira pescadeira e com um humor notável criava grande impacto entre o público, merecendo elogios do encenador António Pedro e de profissionais brasileiros como Lucinha Lins e Ary Fontoura que contracenaram com a actriz amadora em 1988 em Esta Póvoa que eu Amo. Foi na opereta Maria, com apenas 16 anos, que começou no teatro. A sua estreia deu-se em 1961 com a Revista Espera que já comes.., levando ao riso a plateia. No ano seguinte, leva a plateia às lágrimas durante o monólogo Aquela Música, com a Serenata de Schubert como música de fundo. Numa nova revista onde o seu nome constava, o Teatro Garrett esgotava.

### A decadência

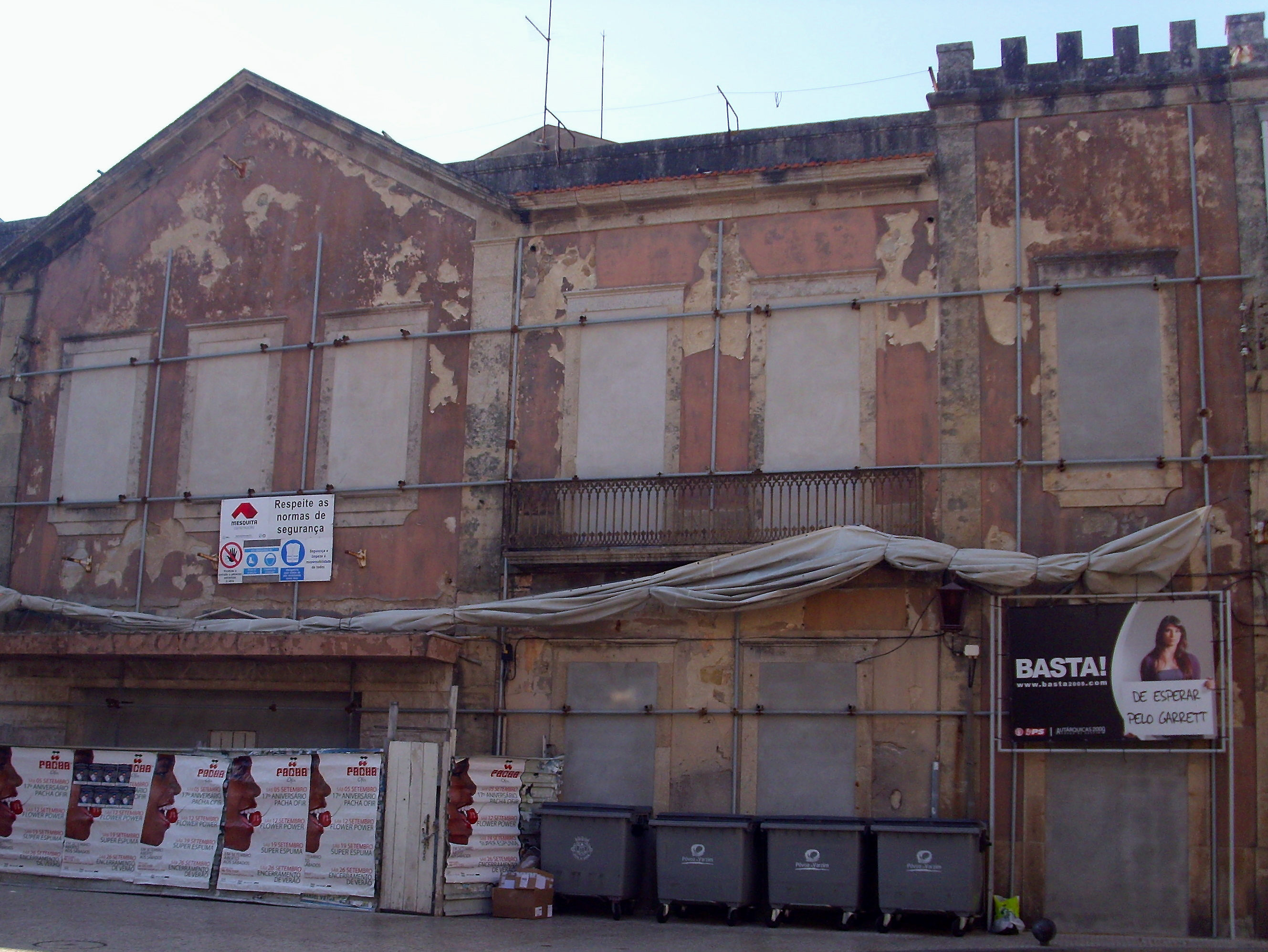
Parte da fachada degradada do Teatro Garrett em 2009 antes do início das obras de recuperação com cartaz político de protesto pela demora.

O edifício sofreu remodelações em 1938, 1954 e 1973. Contudo, com o passar dos anos, o espaço encontrava-se em avançado estado de degradação. Para o recuperar devidamente, foram propostos vários projectos e tentado apoio financeiro com recurso ao programa nacional denominado Adaptação e Instalação de Recintos Culturais em 1997, que no entanto é rejeitado, transitando para o ano seguinte, mas que uma alteração legislativa impede nova candidatura augurando o desaparecimento do teatro. Governava então António Guterres.
Para proteger o teatro de ser usado para outros fins, que não o seu propósito secular, a Câmara Municipal da Póvoa de Varzim decide comprar o imóvel por 170 mil contos (o equivalente a quase 848 mil euros) em 1998. Apesar dos sinais de degradação de mais de um século na vida cultural local, no ano 2000, estrearam ali as peças «Que relíquia!» do Teatro Art'Imagem, «As más»  e «Vírus Zucco» do Varazim Teatro.
Em Setembro de 2005, a Câmara da Póvoa vedou o cine-teatro com tapais de obra por perigo de ruína. Em Março de 2006, o vereador da Cultura da Câmara, Luís Diamantino, garantia que o projecto de recuperação do Garrett estava praticamente concluído e chegou mesmo a afirmar que acreditava ser possível ter o teatro recuperado e operacional ainda em 2007.

### A recuperação
A 15 de Setembro de 2008, aproveitando um momento menos bom na construção civil nacional, mas positiva financeiramente na cidade com as receitas municipais a aumentarem mais de 50% entre 2005 e 2007, foi finalmente adjudicada a recuperação e valorização do Garrett, por quatro milhões e 300 mil euros, um valor mais baixo do que o valor base do concurso, na ordem dos cinco milhões e 400 mil euros. A obra arrancaria nos próximos 30 dias. No entanto, com a crise financeira mundial e as dificuldades financeiras da construtora e o atraso na chegada das verbas do Fundo de Turismo (dos impostos da concessão de jogo do Casino da Póvoa), que financiarão 50% da empreitada, levam a que a requalificação esteja bloqueada até dia 14 de Setembro de 2009, um ano depois.

## Projecto de recuperação
A intervenção pretende-se recuperar a imagem de sala de espectáculos, vocacionada para a apresentação de teatro e dança, espectáculos de música ou até para a projecção de filmes de carácter não comercial, mantendo as características essenciais do edifício, com a recuperação da fachada, mas adequada às exigências contemporâneas do público.
A reestruturação do edifício, passou pelo redimensionamento da própria sala de espectáculos para anfiteatro com a demolição do primeiro balcão, e reorganização do segundo balcão, cuja capacidade total passou a 485 lugares sentados, mantendo os 32 lugares nos camarotes das varandas laterais. O projecto prevê a criação de uma sala de apoio para recepções ou eventos de menor escala e a criação de novos camarins, a reestruturação geral do palco e das áreas técnicas. Ao nível da cobertura, será criada uma zona de bar e esplanada virada para os telhados do casario do centro da cidade para uso regular de forma a voltar a criar hábitos do uso do equipamento entre a população.